# Dunstall Hall

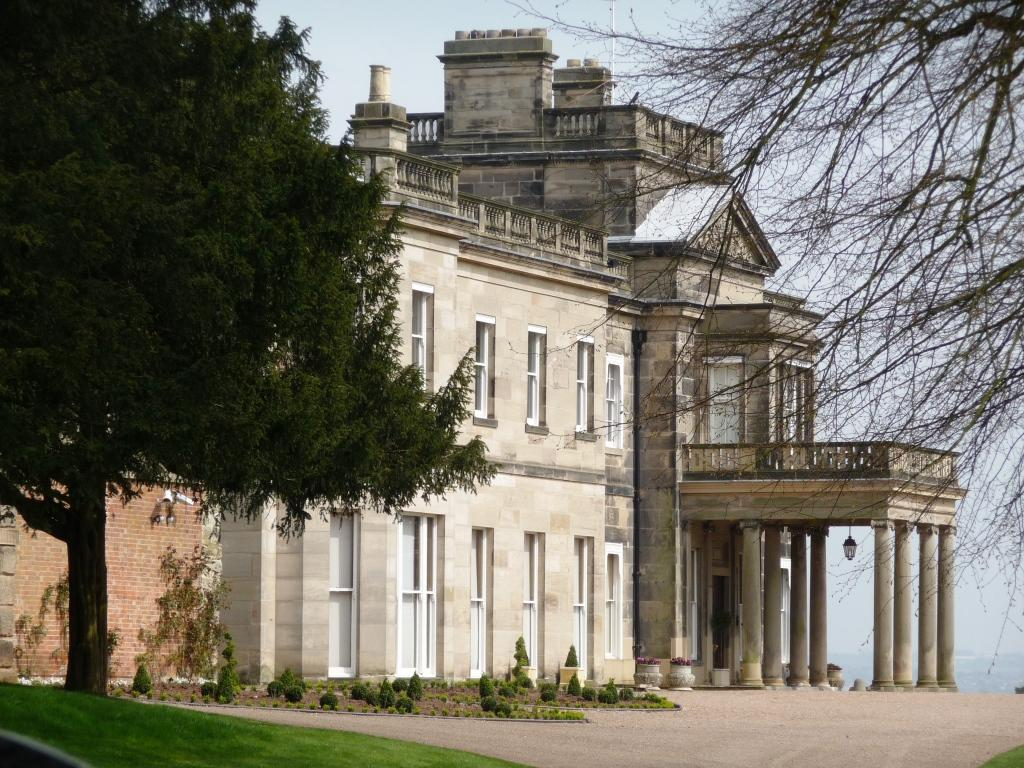
Frente sul de Dunstall Hall, perto de Dunstall, Staffordshire, Grã-Bretanha. Uma entrada pensada para impressionar.

Dunstall Hall é um palácio rural, do século XVIII, situado nas proximidades de Tatenhill, Burton upon Trent, no Staffordshire, e é um listed building classificado com o Grau II. Encontra-se em mãos privadas mas está disponível para funções coorporativas e negócios.

## História
O solar é registado como propriedade do Conde de Derby em 1145 e a primeira casa no local do palácio foi, provavelmente, um pavilhão de caça na Floresta Real de Needwood.
Em 1814, a propriedade foi comprada por Richard Arkwright Junior (filho de Sir Richard Arkwright) para os seu filho Charles, que viveu ali e foi Alto Xerife de Staffordshire em 1849.
Charles faleceu em 1850 sem filhos e a propriedade foi vendida a John Hardy, mais tarde Sir John Hardy, 1º Baronete Hardy. Hardy e, mais tarde, o seu filho, Sir Reginald Hardy (Alto Xerife de Staffordshire em 1893) empreendeu extensas alterações e melhoramentos à propriedade. Os novos trabalhos de construção incluiram uma nova frente de entrada com um pórtico e novas alas.
Depois da morte do 3º Baronete Hardy, em 1953, a propriedade foi vendida ao rico engenheiro civil das Midlands Sir Robert Douglas e, aquando da morte deste último, em 1997, foi vendida ao promotor imobiliário e proprietário de circuito de corrida Sir Stanley Clarke (Alto Xerife de Staffordshire em 2003).
Em 2007, o actual proprietário, depois de operações de restauro e remodelação, abriu o palácio a eventos coorporativos e de negócios.